# Franz von Handel
Franz von Handel (* 19. September 1837 in Frankfurt am Main; † 15. Mai 1915 auf Schloss Almegg) war ein deutscher Gutsbesitzer und Politiker.

## Leben
Von Handel war der Sohn des k.k. Geheimen Rats und Feldzeugmeisters Heinrich Freiherr von Handel (* 6. Januar 1806 in Mergentheim; † 1. Mai 1887 in Wien), der erbländisch-österreichische Adelsstand stammt vom 3. Juni 1806, und dessen Ehefrau Karoline Freiin Mazzetti von Roccanova (* 7. August 1814 in Trient; † 24. Januar 1886 in Wien). Er war katholisch und heiratete am 24. Februar 1870 Maria von Guaita (* 29. Januar 1844 in Frankfurt am Main; † 11. Mai 1924 auf Schloss Almegg), Tochter des Rechtsanwalts Franz Georg Carl von Guaita.
Von Handel lebte als Gutsbesitzer in Kürenz. 1868 wurde er als stellvertretender Abgeordneter für den Stand der Landgemeinden im Wahlkreis Land- und Stadtkreis Trier in den Provinziallandtag der Rheinprovinz gewählt. In den Jahren 1871 und 1872 wurde er in den Landtag einberufen und nahm an der Landtagsberatungen teil.